# Putzerlippfische

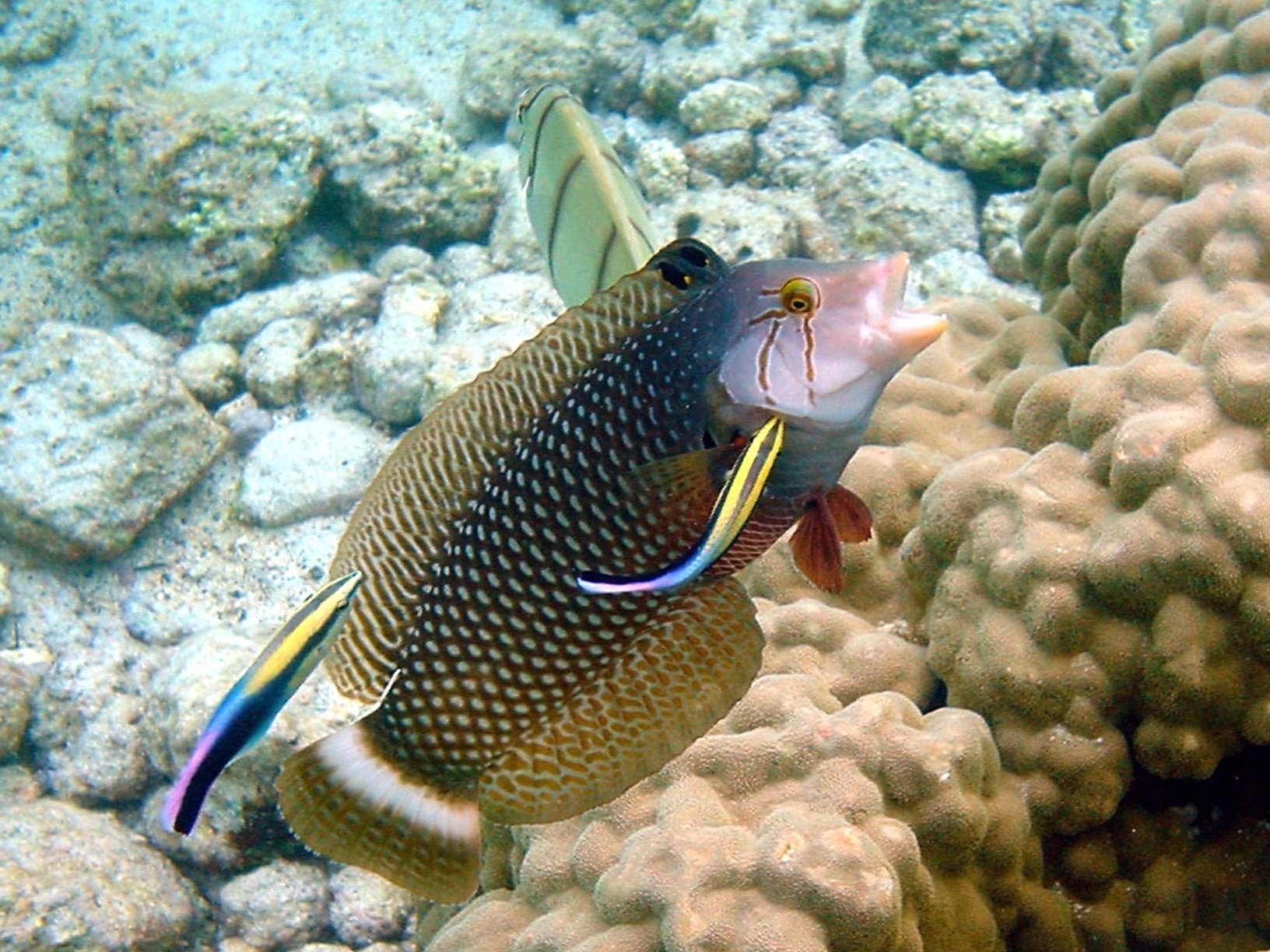
Putzerlippfische säubern den Bäumchen-Lippfisch (Novaculichthys taeniourus)

Die Putzerlippfische (Labrichthyini) sind eine Tribus in der Familie der Lippfische (Labridae), die fünf Gattungen und 14 Arten umfasst. Charakteristisch für die Tiere ist das Eingehen einer sogenannten Putzsymbiose – was auch bei anderen  Lippfischen beobachtet werden konnte. Putzerlippfische leben ausschließlich im tropischen Indopazifik. In der Karibik wird ihre ökologische Nische von Putzergrundeln (Elacatinus) eingenommen.

## Verhalten
Putzerlippfische unterhalten Putzerstationen, wo ein Männchen mit einem Harem von drei bis sechs Weibchen lebt. Hierher kommen andere Fische, um sich von den Putzerfischen von Parasiten und abgestorbener Haut säubern zu lassen. Die Zeichnung der Putzerfische mit dem auffallenden Längsstreifen ist für andere Fische ein Erkennungsmerkmal.

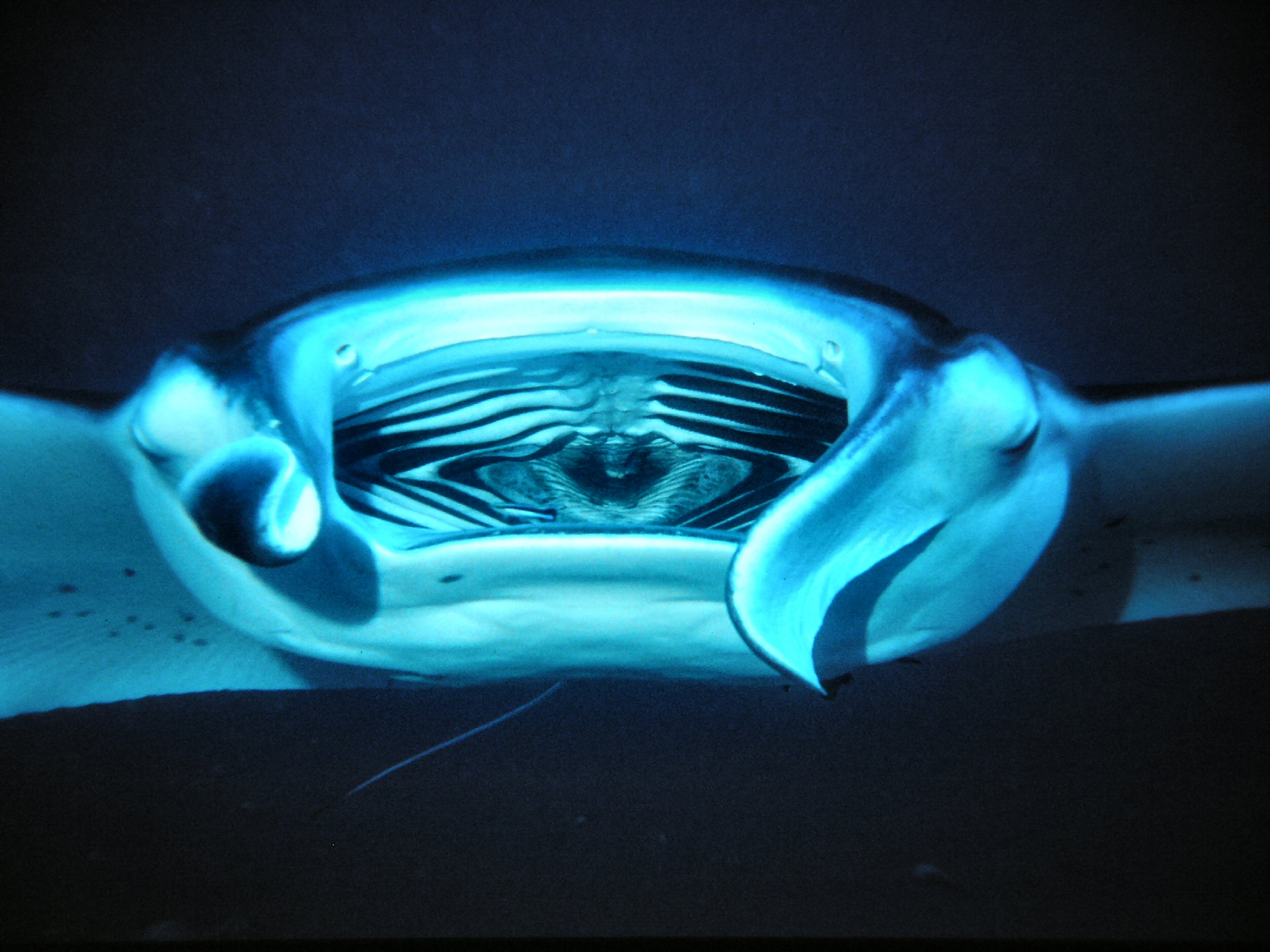
Putzerlippfische im Maul eines Mantarochens

Selbst Raubfische verhalten sich an den Putzerstationen völlig friedlich, warten, bis sie an der Reihe sind und lassen die Lippfische auch ins Maul und in die Kiemenhöhle schwimmen, damit diese sie dort säubern. Durch leichte Bewegungen signalisieren die „Kunden“, dass sie genug haben und die Putzerfische die Körperhöhlen verlassen müssen.
Während der Gemeine Putzerfisch (Labroides dimidiatus) und seine Gattungsgenossen diese Ernährungsweise ein Leben lang beibehalten, putzen die Arten der Gattungen Labropsis und Larabicus nur als Jungtiere und ernähren sich später von Korallenpolypen. Der Nomaden-Putzerlippfisch (Diproctacanthus xanthurus) hat keine feste Putzerstation, sondern zieht umher und säubert Riffbarsche (Pomacentridae), die keine Möglichkeit haben, zu den Putzerstationen zu kommen, da sie in kleinen Revieren von wenigen Quadratmetern leben und diese wegen der Territorialansprüche der Nachbarn nicht verlassen können.
Untersuchung von Putzerlippfischen konnten zeigen, dass diese pro Tag über 2000 Fische „bedienen“ können und dabei knapp fünf Parasiten pro Minute entfernen. Außerdem können sich die Tiere an vergangene Interaktionen mit ihren „Kunden“ erinnern und bis zu 1000 Individuen unterscheiden. Putzerlippfische unterscheiden zwischen Stamm-, Neu- und Laufkundschaft und behandeln diese teilweise opportunistisch. Das bedeutet, dass sie ihr Verhalten an den Andrang und die Aussicht einer dauerhaften Symbiose anpassen. Auch der Konkurrenzdruck durch andere Putzerstationen wird dabei berücksichtigt. Bei Laufkundschaften passiert es eher, dass sich die Tiere auch an der kalorienreichen (Schleim-)Haut bedienen und so ihrem Kunden schaden.
In ihren Revieren schwimmen die Putzerfische ihre Kunden in wellenförmigen Bewegungen an. Anders verhalten sich diese, wenn sie in ein fremdes Riff umgesetzt werden. Dann schwimmen sie ihre Kunden von oben an und stimulieren sie mit ihren Brust- und Bauchflossen taktil. Eben jenes Verhalten zeigen sie auch, wenn sie einen Kunden zum Bleiben überreden möchten. Somit sind die Tiere in der Lage, andere Fische aktiv zu beeinflussen.
In einer Veröffentlichung von 2019 konnte nachgewiesen werden, dass Putzerlippfische der Art Labroides dimidiatus den sogenannten Spiegeltest bestehen, sich also selbst im Spiegel erkennen können. Dies zeugt von einer hohen kognitiven Leistung der Tiere.

## Systematik
Phylogenetisch gehören die Putzerlippfische zu den Junkerlippfischen (Julidinae). Die Gattung Labrichthys ist die Schwestergruppe aller übrigen Labrichthyini. Diproctacanthus ist die Schwesterart von Labropsis, Larabicus die der Gattung Labroides.
|  | Diproctacanthus |
|  |                 |
|  | Labropsis       |
|  |                 |

|  | Labroides |
|  |           |
|  | Larabicus |
|  |           |

|  | Diproctacanthus |
|  |                 |
|  | Labropsis       |
|  |                 |

|  | Labroides |
|  |           |
|  | Larabicus |
|  |           |

|  | Diproctacanthus |
|  |                 |
|  | Labropsis       |
|  |                 |

|  | Labroides |
|  |           |
|  | Larabicus |
|  |           |

|  | Diproctacanthus |
|  |                 |
|  | Labropsis       |
|  |                 |

|  | Labroides |
|  |           |
|  | Larabicus |
|  |           |

### Arten
- Diproctacanthus Bleeker 1862[4]

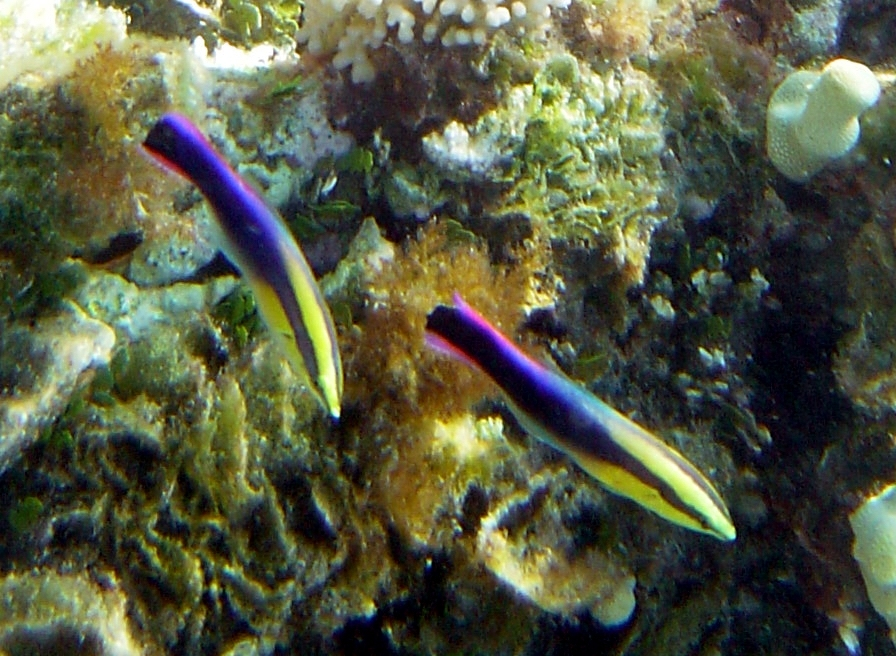
Hawaii-Putzerfisch (Labroides phthirophagus)

  - Nomaden-Putzerlippfisch (Diproctacanthus xanthurus (Bleeker 1856))
- Labrichthys Bleeker 1854[4]
  - Labrichthys unilineatus (Guichenot 1847)
- Labroides Bleeker 1851[5]
  - Zweifarben-Putzerlippfisch (Labroides bicolor Fowler & Bean 1928)
  - Gewöhnlicher Putzerlippfisch (Labroides dimidiatus (Valenciennes 1839))[6]
  - Brustfleck-Putzerlippfisch (Labroides pectoralis Randall & Springer 1975)
  - Hawaii-Putzerlippfisch (Labroides phthirophagus Randall 1958)
  - Rotlippen-Putzerlippfisch (Labroides rubrolabiatus Randall 1958)
- Labropsis Schmidt 1931[7]
  - Allens Putzerlippfisch (Labropsis alleni Randall 1981)
  - Südlicher Putzerlippfisch (Labropsis australis Randall 1981)
  - Nördlicher Putzerlippfisch (Labropsis manabei Schmidt 1931)
  - Mikronesien-Putzerlippfisch (Labropsis micronesica Randall 1981)
  - Polynesien-Putzerlippfisch (Labropsis polynesica Randall 1981)
  - Keilschwanz-Putzerlippfisch (Labropsis xanthonota Randall 1981)
- Larabicus Randall & Springer 1973[4]
  - Rotmeer-Putzerlippfisch (Larabicus quadrilineatus (Rüppell 1835))

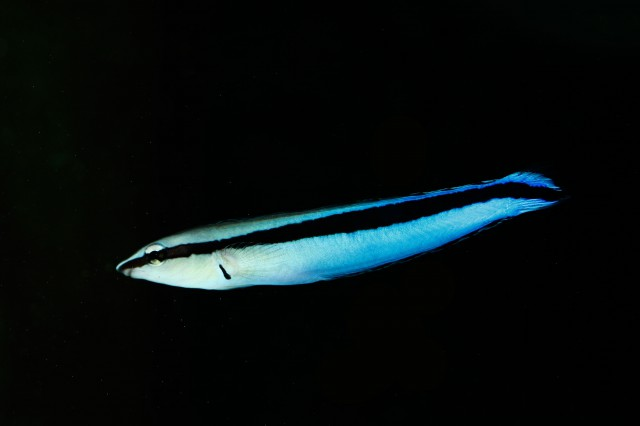
Aspidontus taeniatus ist kein Putzerlippfisch, sondern ein Säbelzahnschleimfisch

## Ökologie
Es konnte nachgewiesen werden, dass die Entnahme aller Putzerfische aus Riffen unterschiedlicher Größe über mehrere Jahre, einen Rückgang der Riffbarsche (37 %) und Doktorfische (66 %) gegenüber Vergleichsriffen zur Folge hat. Dies zeigt die große Bedeutung einzelner Arten auf ein Ökosystem.

## Nachahmung
Der Falsche Putzerfisch (Aspidontus taeniatus) gehört zu den Säbelzahnschleimfischen. Er imitiert den Gewöhnlichen Putzerfisch (Labroides dimidiatus) in Gestalt, Färbung und Schwimmweise. Nähert sich ihm aber ein Fisch, um geputzt zu werden, beißt er diesem stattdessen Flossen- und Hautstücke ab.